# Йоганн Андре Форфанг
Йоганн Андре Форфанг (норв. Johann André Forfang) — норвезький стрибун з трампіна, олімпійський чемпіон та медаліст, призер чемпіонату світу, дворазовий чемпіон світу з польотів на лижах.
На Пхьончханські олімпіаді 2018 року Форфанг здобув дві медалі. Золота медаль в командних змаганнях на великому трампліні принесла йому звання олімпійського чемпіона. Крім того він отримав срібну медаль за друге місце в особистих змаганнях на нормальному трампліні.

## Виноски
1. 1 2  Olympedia — 2006.
2. ↑  Men's large hill team results (PDF). Архів оригіналу (PDF) за 20 лютого 2018. Процитовано 21 квітня 2018.
3. ↑  Men's normal hill individual results